# Nycteola ramosana
Nycteola ramosana är en fjärilsart som beskrevs av Jacob Hübner 1793. Nycteola ramosana ingår i släktet Nycteola och familjen trågspinnare. Inga underarter finns listade i Catalogue of Life.